# HyperSPARC
hyperSPARC (кодова назва «Pinnacle») — суперскалярний мікропроцесор, який використовує систему команд SPARC V8, розроблений компанією Ross Technology для Cypress Semiconductor. hyperSPARC був представлений в 1993 і змагався з мікропроцесором SuperSPARC від Sun Microsystems.

## Опис
hyperSPARC складається з чотирьох виконуючих пристроїв: арифметико-логічний пристрій, пристрій для обчислень з плаваючою точкою (FPU), пристрої введення-виведення (load / store unit) і branch unit. hyperSPARC має 8 КБ кешу для інструкцій, з якого за один цикл читаються і декодуються дві інструкції. Декодер не може декодувати нові інструкції, поки попередні інструкції не передані на виконання.
Цілочисельний набір регістрів містить 136 регістрів, що надають вісім регістрових вікон. Він має два порти для читання. Арифметико-логічний пристрій має чотириступінчастий конвеєр. Інструкції цілочисельного множення і ділення, додані в архітектуру SPARC версії V8, виконувалися з затримкою в 18 і 37 циклів.
HyperSPARC підтримує багатопроцесорність на системах з MBus.